# Капычина, Анна Никитична
Анна Никитична Капычина (укр. Ганна Микитівна Капичина; 1912 год — дата смерти неизвестна) — садчица кирпича заводоуправления Петровских кирпичных заводов управления промышленности строительных материалов исполкома Киевского городского Совета депутатов трудящихся. Герой Социалистического Труда (1958). Депутат Верховного Совета Украинской ССР 5-го созыва.
С 1940 года трудилась садчицей кирпича в заводоуправлении Петровских кирпичных заводов в Киеве.
Досрочно выполнила задания и социалистические обязательства шестой пятилетки. Указом Президиума Верховного Совета СССР от 9 августа 1958 года «за выдающиеся успехи, достигнутые в строительстве и промышленности строительных материалов» удостоена звания Героя Социалистического Труда с вручением ордена Ленина и золотой медали «Серп и Молот».
Избиралась депутатом Верховного Совета Украинской ССР V созыва (1959—1963) от Днепровского избирательного округа.
После выхода на пенсию проживала в Киеве.